# Gare de Triel-sur-Seine
Gare de Triel-sur-Seine vasútállomás Franciaországban, Triel-sur-Seine településen.

## Vasútvonalak
Az állomást az alábbi vasútvonalak érintik:
- Párizs-Saint-Lazare-Mantes-Station via Conflans-Sainte-Honorine-vasútvonal

## Kapcsolódó állomások
A vasútállomáshoz az alábbi állomások vannak a legközelebb:
- Gare de Vaux-sur-Seine (Gare de Vernon, Transilien J vonal)
- Gare de Chanteloup-les-Vignes (Paris Gare Saint-Lazare, Transilien J vonal)